# Nicabe

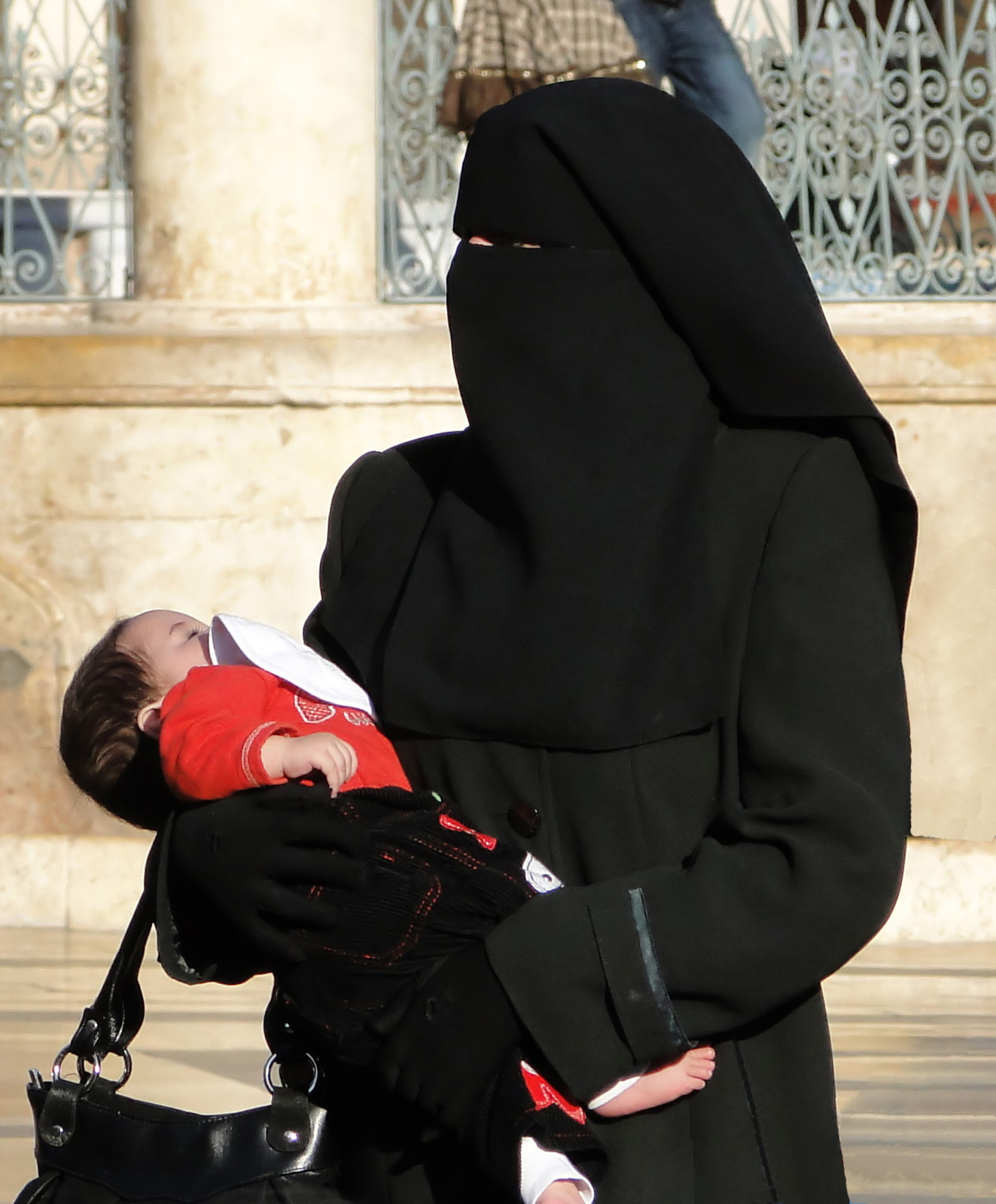
Uma mulher síria usando um Niqāb.

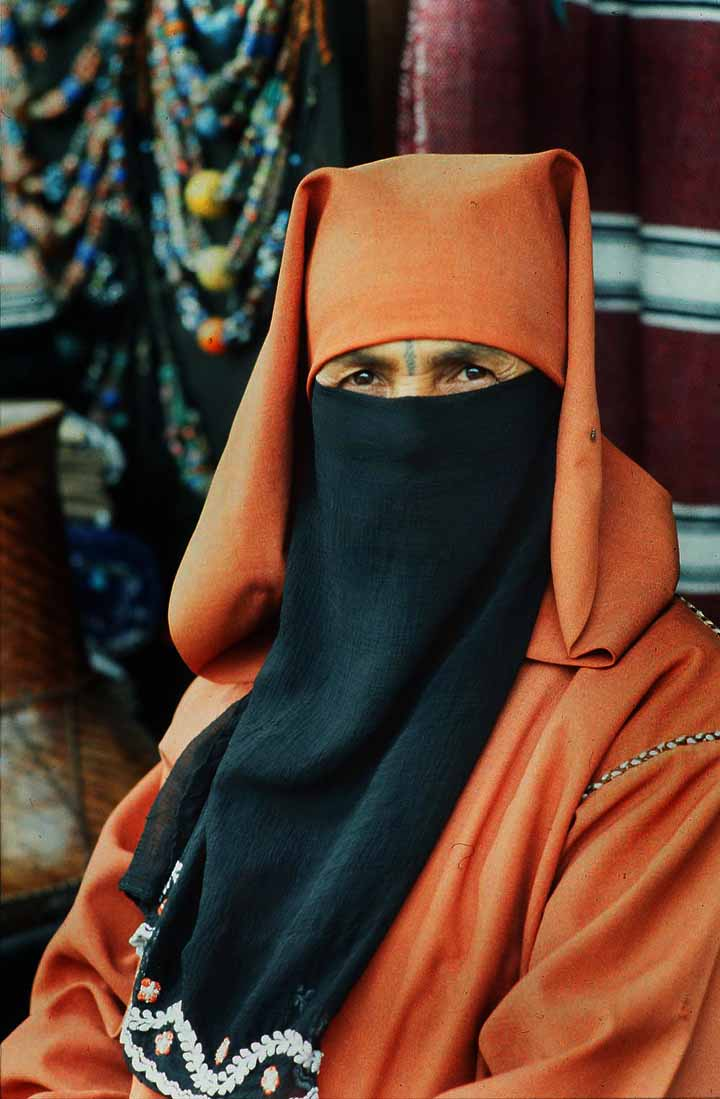
Mulher marroquina com um nicabe preto.

Nicabe (em árabe: نِقاب, translit. Niqab, 'véu' ou 'máscara') é um véu que cobre o rosto e só revela os olhos, usado por algumas mulheres muçulmanas; o nicabe pode cobrir também os olhos com um tecido transparente. Geralmente é feito de algodão ou poliéster, tendo no preto a sua cor mais comum. É frequente nos países da Península Arábica, mas também pode ser encontrado em outros países de tradição religiosa muçulmana. As mulheres que o usam são chamadas de niqabi ou munaqaba.
Não são claras as origens históricas do nicabe, mas é provável que ele já existisse na Península Arábica antes do nascimento do Islão. Seu uso se propagou sob influência do islamismo wahhabista, principalmente nas zonas urbanas.
As diferentes escolas de jurisprudência islâmica apresentam perspectivas diversas em relação a esta peça de indumentária. Ela pode ser encarada como fard (obrigatório) ou sunnah (recomendado) ou até mesmo algo que não deveria nunca ser usado por ser perigoso. O nicabe é considerado obrigatório pelos salafis, a corrente muçulmana dominante na Arábia Saudita, e é recomendado por outros grupos sunitas e xiitas, por ser compatível com o hijab, o código de vestuário do Islã.